# بخش تاکوئارمبو

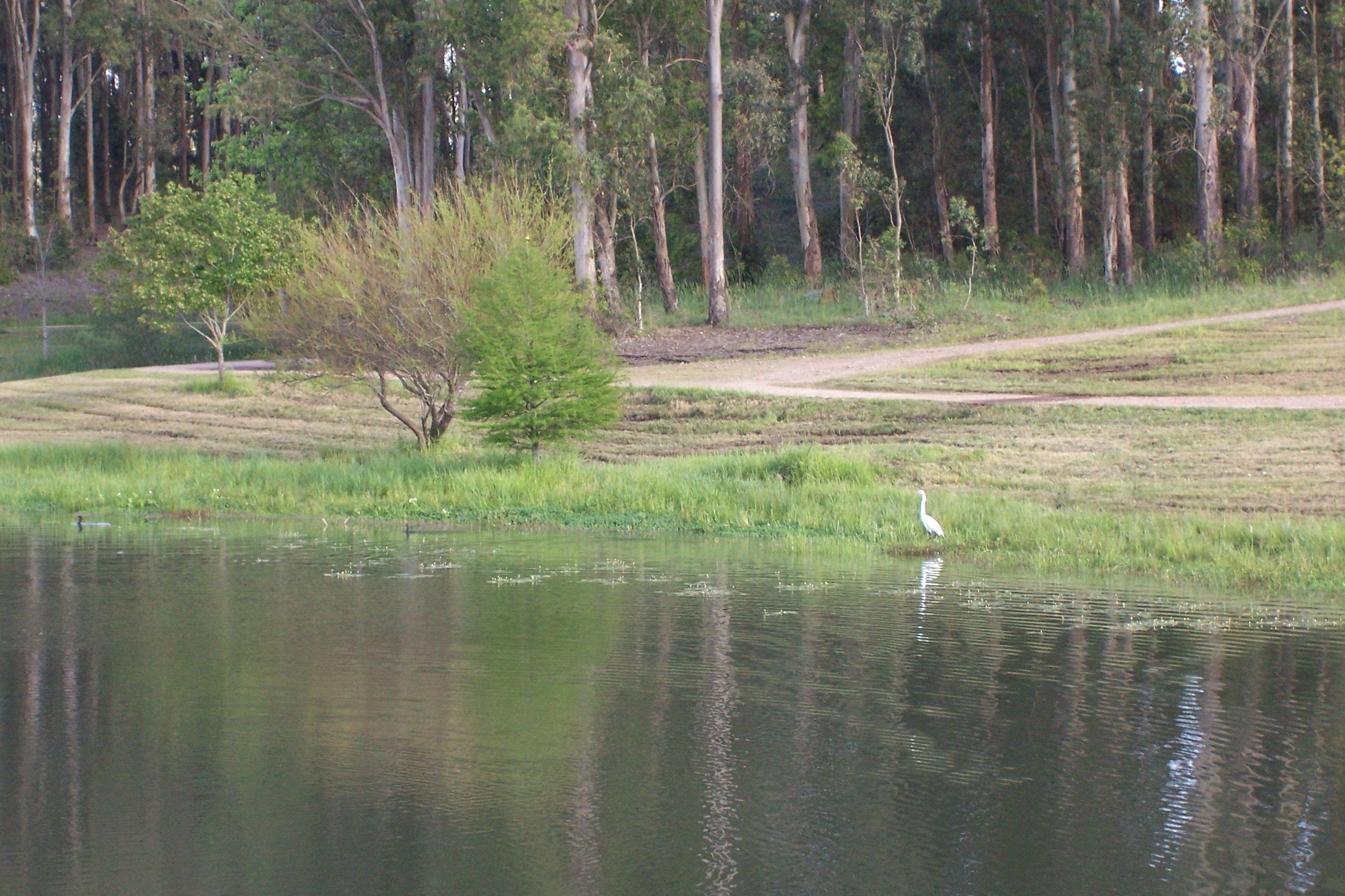
بخش تاکوئارمبو

بخش تاکوئارمبو (به لاتین: Tacuarembó Department) یکی از بخش‌های اروگوئه است. بخش تاکوئارمبو ۹۰٬۰۵۳ نفر جمعیت دارد.